# Mastigoproctus
Genre
Synonymes
- Amauromastigon Mello-Leitão, 1931

Mastigoproctus est un  genre d'uropyges de la famille des Thelyphonidae.

## Distribution
Les espèces de ce genre se rencontrent du sud des États-Unis, au Brésil et en Taïwan.

## Liste des espèces
Selon Whip scorpions of the World (version 1.0) :
- Mastigoproctus abeli Villarreal & Giupponi, 2009
- Mastigoproctus annectens Werner, 1916
- Mastigoproctus ayalai Víquez & Armas, 2007
- Mastigoproctus baracoensis Franganillo, 1931
- Mastigoproctus brasilianus (C.L. Koch, 1843)
- Mastigoproctus butleri Pocock, 1894
- Mastigoproctus colombianus Mello-Leitão, 1940
- Mastigoproctus formidabilis Hirst, 1912
- Mastigoproctus giganteus (Lucas, 1835)
- Mastigoproctus lacandonensis Ballesteros & Francke, 2006
- Mastigoproctus maximus (Tarnani, 1889)
- Mastigoproctus minensis Mello-Leitão, 1931
- Mastigoproctus perditus Mello-Leitão, 1931
- Mastigoproctus proscorpio (Latreille, 1806)
- Mastigoproctus santiago Teruel, 2010

et décrites depuis :
- Mastigoproctus cinteotl Barrales-Alcalá, Francke & Prendini, 2018
- Mastigoproctus floridanus Lönnberg, 1897
- Mastigoproctus mexicanus (Butler, 1872)
- Mastigoproctus scabrosus Pocock, 1902
- Mastigoproctus tohono Barrales-Alcalá, Francke & Prendini, 2018
- Mastigoproctus vandevenderi Barrales-Alcalá, Francke & Prendini, 2018

L'espèce Mastigoproctus pelegrini a été placée dans le genre Sheylayongium par Teruel en 2018.

## Publication originale
- Pocock, 1894 : Notes on the Thelyphonidae contained in the collection of the British Museum. Annals and Magazine of Natural History, sér. 6, vol. 14, p. 120–134 (texte intégral).